# Jean-Baptiste Tiama
Jean-Baptiste Tiama (ur. 1955 w Nazar) – malijski duchowny rzymskokatolicki, biskup Sikasso w latach 1999–2020, od 2020 biskup Mopti.